# Tesáre
Tesáre é um município da Eslováquia, situado no distrito de Topoľčany, na região de Nitra. Tem 13,54 km² de área e sua população em 2018 foi estimada em 719 habitantes.

## Demografia
| Ano:        | 1994 | 2004   | 2014   | 2024   |
| ----------- | ---- | ------ | ------ | ------ |
| Broj ljudi: | 685  | 725    | 727    | 704    |
| Razlika:    |      | +5,83% | +0,27% | -3,16% |

| Ano:               | 2023 | 2024   |
| ------------------ | ---- | ------ |
| Número de pessoas: | 700  | 704    |
| Diferença:         |      | +0,57% |